# Automolis hypomela
Automolis hypomela är en fjärilsart som beskrevs av Sergius G. Kiriakoff 1956. Automolis hypomela ingår i släktet Automolis och familjen björnspinnare. Inga underarter finns listade i Catalogue of Life.